# Солёный (приток Селеука)
Солёный — река в Ишимбайском районе Башкортостана, приток Селеука.
Длина — 3,6 км. Крупных притоков нет.
В истоке протекает по лесистой местности, выходя из лесного массива недалеко от д. Новоивановка, затем течет по полю и впадает в Селеук в черте села Салихово, центральная часть, район ул. Садовая, Луговая.
В окрестностях реки находятся буровые, ведётся добыча нефти.